# باطرون
باطرون که به صورت باطرن و باطروق هم نوشته شده‌است، در شاهنامه نام یک سردار رومی است که در جریان دومین نبرد ایران و روم، در حلب شکست خورد.
باطرون پس از این شکست، از نوشین روان زنهار خواست، یعنی از او درخواست نمود که به خودِ او و باقیماندهٔ سپاهش امان دهد.
حکیم فردوسی در بیت زیر، وقایع جنگ دوم ایران و روم را چنین خلاصه کرده‌است:
| حلب شد بکردارِ دریای خون |  | بزنهار شد لشکرِ باطرون |